# Ruben Hachwerdjan

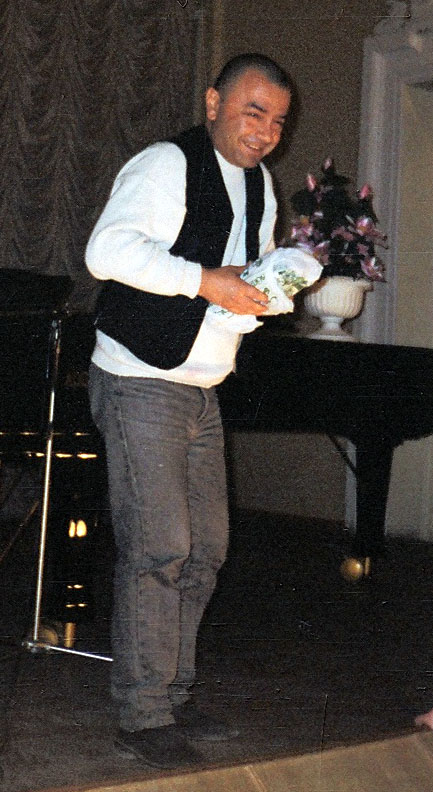
Ruben Hachwerdjan

Ruben Hachwerdjan (armenisch Ռուբեն Հախվերդյան; * 3. Dezember 1950 in Jerewan) ist ein armenischer Sänger, Komponist, Gitarrist und Liedtexter.

## Biographie
Hachwerdjan wurde 1950 in Jerewan geboren, wo er das Theaterinstitut Jerewan absolvierte. Von 1968 bis 1987 arbeitete Hachwerdjan im Fernsehen. Seit 1980 komponiert und singt Hachwerdjan seine Lieder und Musicals.
Einige seiner bekanntesten Lieder sind Erewani gischernerum (Jerewan nachts), Mer siro aschuny (der Herbst unsere Liebe) und Pokrik nawak (kleines Boot).